# Muzeum umění a designu Benešov
Muzeum umění a designu Benešov je vzdělávací sbírkotvorná instituce sídlící v prostorách secesního domu na Malém náměstí 1/74. Jeho zřizovatelem je město Benešov.

## Historie

### První etapa vývoje (1990–2017)[1]
Muzeum bylo založeno pod názvem Galerie výtvarného umění v převratném období po sametové revoluci roku 1990. Svou vizí a sbírkotvornou i vzdělávací koncepcí programově vytvořilo v prvních 25 letech své činnosti odlišný model instituce tohoto typu (viz "Vize" a "Koncepce").
V prvních letech sloužily veřejnosti pouze výstavní síně, otevřený ateliér a mediatéka. Činnost navazovala na čtyřicetiletou tradici výtvarných výstav v síni Ladislava Šímy (benešovský malíř a hudebník, člen SVU Mánes) vytvořené ze zasedacího sálu okresního zastupitelstva. Postupně se též rozvíjela akviziční činnost podpořená Českým muzeem výtvarných umění a mnoha dárci, které přesvědčily výsledky muzejní práce. Po roce 1995 byla veřejnosti byla zpřístupněna zrekonstruovaná Šímova síň, stálá expozice regionálního umění, čajovna a posléze trvalé instalace českého umění 20. století – grafiky, fotografie, grafického designu, plastiky a malby. Speciální expozice designu začaly vznikat až po roce 2010. Soudobou plastikou muzeum obohacovalo také veřejné prostory města.

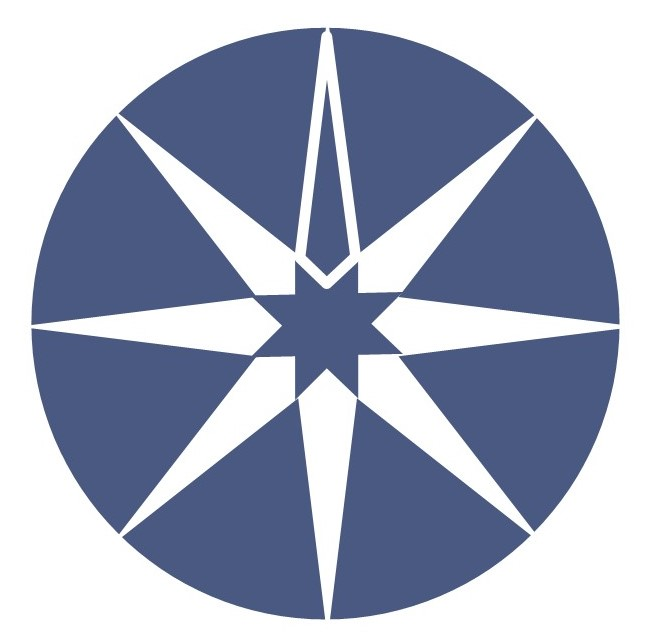
Muzeum užívalo v prvé etapě své historie namísto logotypu grafickou značku, v níž se prolínal symbol poznání (sternberská hvězda) se symbolem názorové orientace (růžice kompasu)

Muzeum se vzhledem k mimořádně omezeným finančním podmínkám rozvíjelo po malých krocích a běžné české úrovně dosáhlo až po roce 2010 díky pozornosti starostů P. Kouby a J. Hlavničky. Léta největšího rozvoje výstižně charakterizuje výroční zpráva za rok 2015 a obsáhlé publikace vydané ke čtvrtstoletí činnosti. V tomto období muzeum splňovalo devět z jedenácti kritérií otevřenosti veřejnosti a bylo intenzívně zapojeno také do mezinárodních vazeb odbornou spoluprací (IIID Wien, Ars Elektronica Linz, The Cooper Union New York aj.), přebíráním výstav (Polsko, Čína, Indie, Ukrajina, Francie, Itálie, Belgie, Německo, Mexiko, Španělsko, Slovensko aj.) i reprízováním vlastních výstav v zahraničí (Londýn, Bratislava, Banská Bystrica aj.).
V roce 2015 byla započata modernizace depozitářů, oprava fasády, se studiem Olgoj Chorchoj připravena architektonická koncepce obnovy stálých expozic v hlavní budově i mimo ni a ve spolupráci s firmou mmcité shromážděny prvky městského mobiliáře pro stálou expozici designu ve veřejném prostoru před budovou (včetně retro kolekce). Vzhledem k mimořádnému politickému zvratu na radnici uprostřed volebního období (2016)však byl dokončen pouze depozitář a muzeum na rok a půl uzavřeno. Nově obsazená městská radnice bez konzultace s muzejní radou rozhodla o zásadní změně jeho koncepce, což vedlo k úpravě programu do tradiční formy, ke zrušení všech stálých expozic i výukových laboratoří a přestavbě jejich prostoru na proměnné výstavy charakteristické pro instituce typu kunsthalle.
Muzeum využívá ke své činnosti také prostor v předsálí knihovny - Městskou výstavní síň (kunsthalle). Ta měla být původně podle profesních zvyklostí spravována samostatně, ale pro nedostatek pochopení principů soudobého kulturního provozu byla přidělena muzeu. Externí expozice mělo v době největšího rozvoje (2007-2017) také v ambitu piaristické koleje na Masarykově náměstí (Tradice piaristické vzdělanosti a kultury; Sbírka ilustrovaných biblí) a na železniční stanici Benešov (Ergonomie sedadel na železnici ad.). Ve své správě mělo 2016-17 podzemí pod radnicí s malým science-parkem Experimenta, určeným pro rozvoj vztahu vědy a umění. Pro vzdělávací účely muzeum systematicky rozvíjelo odbornou knihovnu, ve které byl také v ČR ojedinělý fond světových titulů z oboru informačního designu. Muzeum se vedle tvorby a správy sbírky programově zaměřuje na pořádání vzdělávacích akcí, přednášek, besed, odborných konferencí, uměleckých sympozií, koncertů (např. cyklus Osobnosti českého jazzu, Hudba společenského vzdoru, Duchovní hudba), filmových projekcí (festivaly Jeden svět, AniFest ad.), výtvarných dílen pro veřejnost a zejména na progresívní metody práce s prezentací designu ve výukové laboratoři. Muzeum se postupně stalo členem Rady galerií ČR, mezinárodního sdružení ICOM, Asociace muzeí a galerií ČR a vytvořilo českou pobočku vzdělávacího International Institute for Information Design.

### Druhá etapa vývoje po roce 2017
Komunální volby v roce 2018 vedly k návratu původního vedení na benešovskou radnici, kterému se podařilo stabilizovat personální situaci v muzeu a pod vedením ředitelky Gabriely Francové se postupně rozvíjí činnost muzea v podobě koncepčně odlišné od prvé etapy.

## Vize
Muzeum bylo založeno s vizí odlišit se od konvenční práce podobných institucí, které se zaměřují především na poznávání umění. V koncepci muzea se s uměním počítalo zejména jako s prostředkem k podpoře osobnostního rozvoje člověka. Hlavní důraz proto byl kladen na filosofii vybrané tvorby a na podporu výuky základní a vyšší vizuální gramotnosti, která naváže na školní výuku gramotnosti čtenářské.
Třemi základními vzdělávacími programy se staly:  
- Člověk a příroda (ekologie)
- Člověk a společnost (sociální komunikace)
- Člověk a duchovní rozměr života (existenciální inteligence, hodnotové systémy)

Po větším rozvoji práce s designem v testovací laboratoři a v expozici Experimenta byl doplněn čtvrtý program
- Člověk a technologie

## Sbírkotvorné koncepce
Pro podporu osobnostního rozvoje byl stanoven značně komplexní záběr akviziční činnosti. Muzeum se proto rozhodlo nesoustřeďovat se jen na jednu či několik kolekcí, které by prohlubovalo. Ve většině kolekcí proto byla sbírána doplňkově ke špičkové tvorbě také tvorba lidová a ukázky kýče. Akvizice fotografie byla rozšířena ze základní oblasti autorských originálů také na různé distribuční formy, v nichž se fotografie běžně v praxi vyskytuje (pohlednice, kalendáře aj. tisky atd.). Akvizice designu byla stanovena co nejkomplexněji s přesahem do mimoestetické oblasti.

## Vědecký výzkum

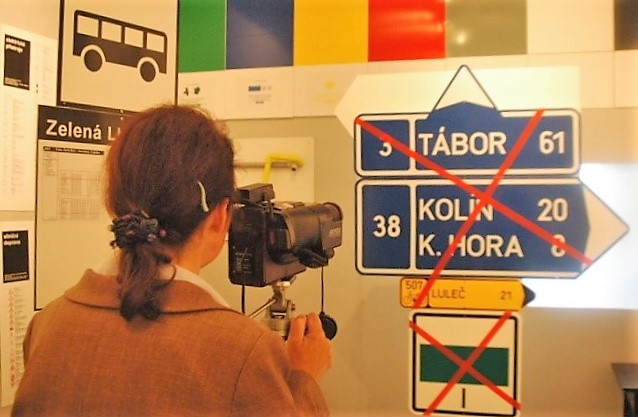
Laboratorní testování čitelnosti praktické vizuální komunikace (Anna Fassatiová)

Monografie vydaná ke čtvrtstoletému výročí založení muzea podrobně dokumentuje 25 témat výzkumných prací včetně soupisu jejich výstupů a praktického dopadu z období 1990–2016. Šlo o speciální práce, které rozšiřovaly běžný záběr badatelské činnosti spojené s tvorbou sbírky a přípravou jednotlivých výstav. Vzhledem k zaměření muzea mezi nimi vynikal dokumentační výzkum tvorby českých osobností grafického designu doprovázený vydáváním podrobných katalogů výstav stejnojmenného cyklu se soupisy díla. Dále např. dokumentace soudobé praktické globální vizuální komunikace a analýza jejích gramatických principů. Muzeum také přispělo k podpoře terminologických systémů pro počítačovou dokumentaci sbírek (tezaurus coby příručka vydaná Asociací muzeí a galerií). Významný díl práce byl odveden v oboru funkčnosti grafického a produktového designu. V prvé oblasti šlo především o rozvoj metod testování čitelnosti a srozumitelnosti, ve druhé o pozornost ergonomii designu hromadné dopravy od železniční až po leteckou. Vzhledem k personálnímu stavu muzea byly mnohé výzkumy prováděny ve spolupráci s externími odborníky nebo institucemi (FF UK Praha, Psychologický ústav AV ČR, IIID Wien, Česká ergonomická společnost ad.). Výsledky výzkumu jsou pro badatele dostupné v archívu muzea.
Svůj vztah k regionu muzeum potvrdilo dlouhodobým výzkumem a dokumentací historické a soudobé tvorby Benešovska, stejně jako podrobnou dokumentací kvalitních staveb 20. století, čím rozšířilo běžně užívaný soupis starší architektury.

## Edukační formy

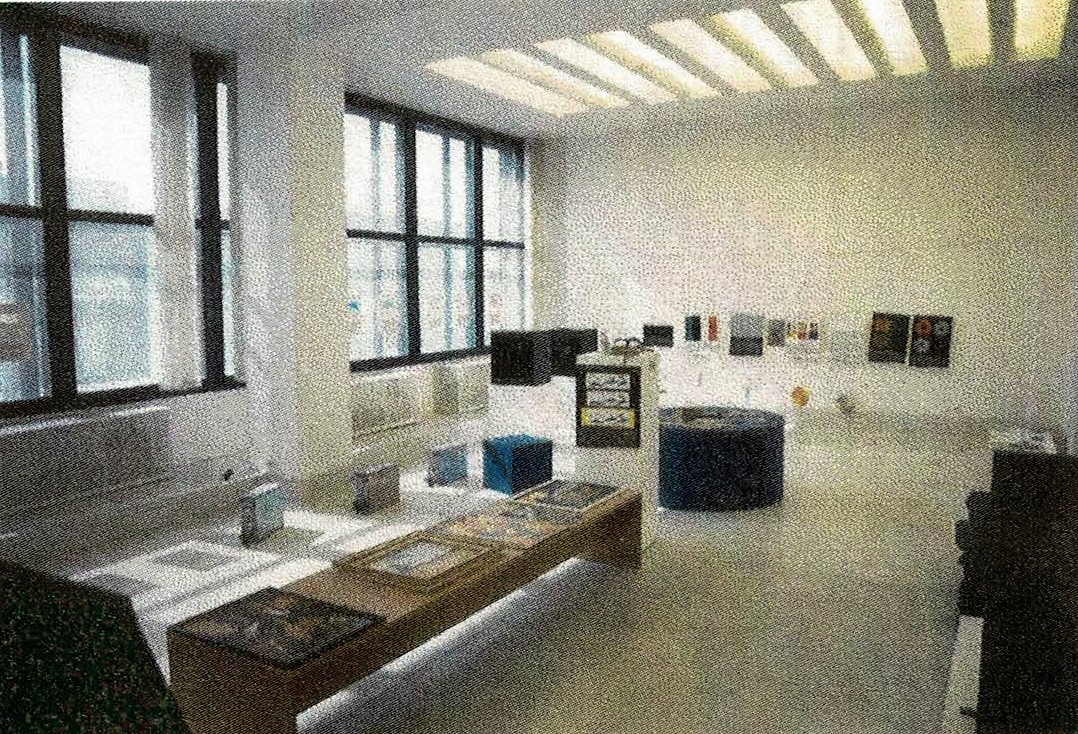
Soubor benešovských interaktivních pomůcek zapůjčený do edukační místnosti NG v Praze

Muzeum od počátku upřednostňovalo edukační formy, které vedou k tichému nerušenému kontaktu jedince s uměleckým dílem. Kolektivní hlasité animace byly užívány jen jako doplňkové, přípravné metody. V oblasti užité tvorby naopak kolektivní animaci nebylo bráněno a na rozdíl od jiných muzeí byla připravena možnost hmatového funkčního subjektivního zkoušení a objektivního testování produktů ve výukové laboratoři. Praxe i výzkum nových edukačních forem probíhaly pod vedením Anny Fassatiové.

## Sbírky umění

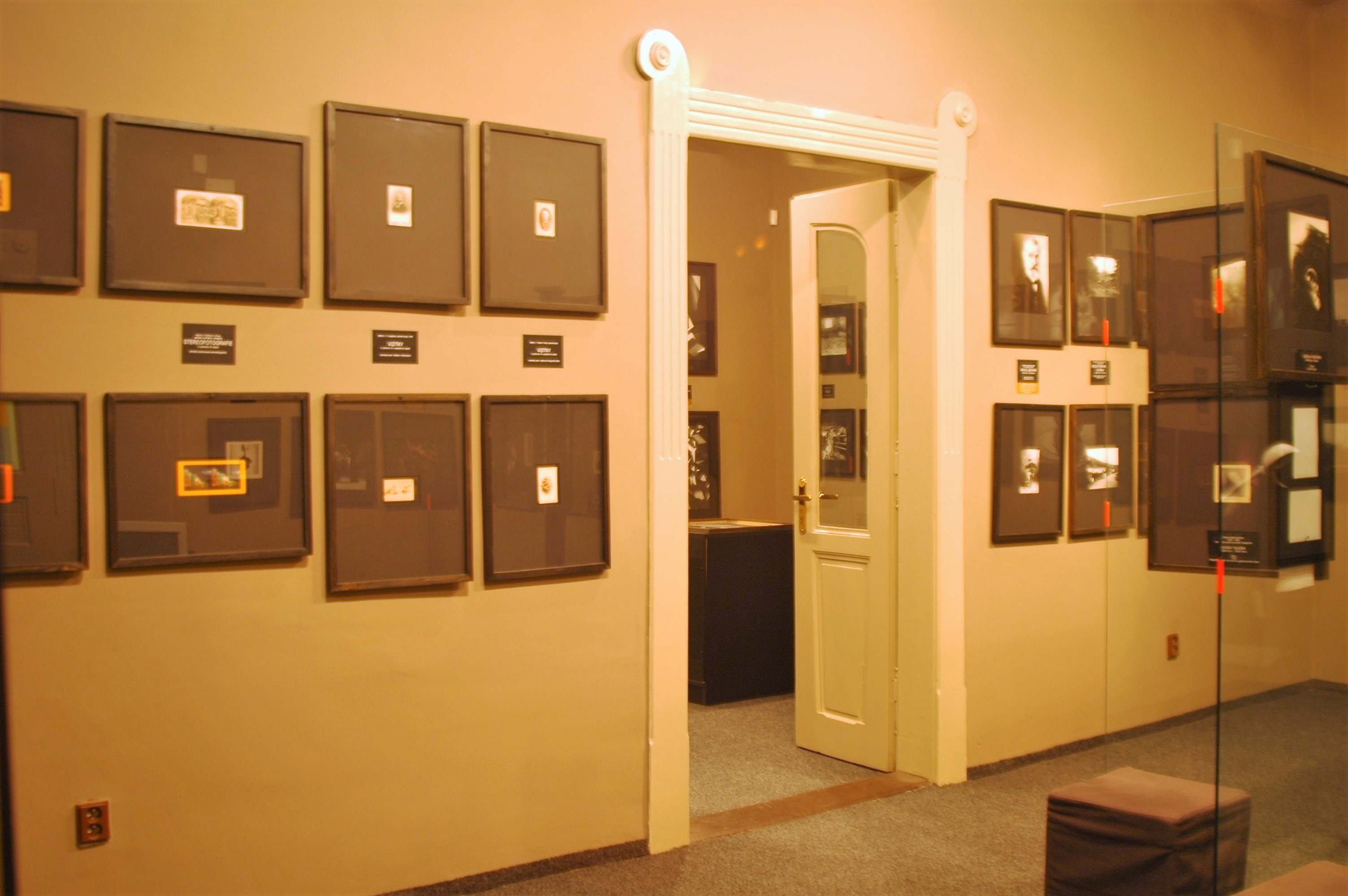
Stálá expozice dějin české a slovenské fotografie vytvořená koncem 90. let 20. stol. byla první a dlouho jedinou trvalou expozicí tohoto média v ČR

V době před politickou změnou koncepce (2017) mělo muzeum ve sbírce přibližně 13 000 sbírkových předmětů. Nejrozsáhlejší byly fondy, na které bylo muzeum dlouhodobě specializováno - grafický design, design a fotografie.

### Sbírky
- Regionální volná tvorba (založena 1990)
- Česká malba, grafika a plastika (založena 1992)
- Česká kresba a grafika (založena 1993)
- Česká a slovenská fotografie (založena 1992)
- Holografie (založena 2001)
- Videoart (založena 1993)
- Mezinárodní design (založena 1992)
- Mezinárodní grafický design (založena 1993)
- Regionální architektura (založena 1995)

## Archív
Muzeum systematicky vytvářelo strukturovaný archív podporující dokumentaci tvorby a badatelskou činnost. K největším jeho fondům patřily:
- Výtvarníci Benešovska
- Architektura Benešovska
- Praktická globální vizuální komunikace
- Dokumentace sbírky designu
- Historie muzea (včetně souboru videozáznamů mnoha muzejních akcí od poč. 90. let)

## Ediční činnost
Muzeum vydávalo vedle běžných publikací o umění také v českém prostředí chybějící učebnice a slovníky praktické globální vizuální komunikace, které jsou nezbytné pro výuku základů druhé gramotnosti. Jejich kvalitu ocenil International Institute for Information Design podporou zahraniční distribuce. Muzeum vydávalo postupně také různá periodika, často ve spolupráci s různými vědeckými či profesními společnostmi. O fotografii "Angelma" (1990-1993), o taxonomii umění "Artsystem" (1990-1992), o vlastním programu "Muzeum umění Benešov" (1992-2007), o informačním designu recenzovaný "Bulletin Institutu informačního designu" (1992-1999), ve spolupráci s Radou galerií "Muzeum, umění a společnost" (1996-2008) ad.

## Médiatéka
Základ mediatéky tvořil fond knihovny zaměřené podle vzdělávací koncepce muzea nejen na umění, ale také na sociologii, psychologii, filozofii, teologii, ekologii, ergonomii a techniku. Její součástí byl v ČR ojedinělý fond mezinárodních publikací vč. norem ISO vztahujících se k informačnímu designu. Důraz byl kladen na vybraná periodika, která nejsou v obecně zaměřených knihovnách dostupná (FlashArt, Designum, Universum, Fotograf, Architekt, ERA, Bulletin AV ČR, Information Design Journal, TYPO, Babylon, A2, Salve ad.). Od počátku tvořily důležitý fond mediatéky desítky filmů na videokazetách a později DVD. Mnohé z nich představovaly originální dokumenty o umění a myšlení. Doplňkové fondy představovaly zvukové nahrávky a diapozitivy k ilustraci přednášek. Po roce 2015 započala nezbytná digitalizace fondu mediatéky.

## Osvětová činnost
Muzeum organizovalo pro podporu větší pozornosti veřejnosti různým kvalitám umění udělování "Ceny Otakara Novotného pro investora na Benešovsku" a "Ceny pro mladého výtvarníka Benešovska". Podílelo se na organizování "České ceny za ergonomii designu". Odborní pracovníci muzea byli členy porot pro udělování celostátních ocenění "Osobnost české výtvarné tvorby", "Osobnost české fotografie" a "Czech grand Design".

## Lidé muzea
Lidé, kteří formovali odborný profil muzea

### Zakladatelé a vedoucí pracovníci
Tomáš Fassati (ředitel, opakované výběrové řízení MěÚ 1991 a 2015), Anna Fassatiová (zástupkyně ředitele, výběrové řízení MěÚ 1996)

### Výrazní odborní pracovníci (výběr)
Jan Rous (historik umění), Julie Motyčková (historička umění), Ondřej Doskočil (grafický designér), Anna Fassatiová (edukátorka), Tomáš Fassati (teoretik vizuální komunikace)

### Pracovníci ocenění za osobní aktivitu
Vladěna Drábová (aranžérka), Tomáš Velek (informační technik), David Havel (organizační pracovník), Ing. Mirek Dvořák (organizační pracovník), Hana Zákostelná (organizační pracovnice), Veronika Seemanová (čajovna)

### Zástupci partnerských institucí (vybraná jména)
Dipl. Ing. Peter Simlinger (ředitel International Institute for Information Design), Dr. Renate Aigner (Ars Elektronica Linz), RNDr. Jiří Grygar (vědec, Evropský kulturní klub), Prof. Václav Macek (historik fotografie, Stredoeurópsky dom fotografie), Prof. Jan Němeček (Vysoká škola uměleckoprůmyslová Praha), PhDr. Marta Sylvestrová (Bienále grafického designu Brno), PhDr. Eva Zaoralová a Pavlína Grossová (Mezinárodní filmový festival Karlovy Vary), Doc. PhDr. Jiří Kotalík (Akademie výtvarných umění Praha), PhDr. Anna Matoušková (náměstkyně ministra kultury), Prof. Karel Míšek (Asociace užité grafiky), PhDr. Libuše Váňová (Muzeum Poblanicka), Prof. George Sadek (The Cooper Union New York), PhDr. Dagmar Jelínková (Národní galerie Praha)

### Muzejní rada
Muzejní rada ve svém celku fungovala podle zřizovací listiny (1991–2014) jako rada správní, která chránila muzeum před politickými tlaky a hodnotila výroční zprávy.

#### Vědecká rada
Část muzejní rady - vědecká rada se vyjadřovala zejména ke koncepcím akvizice a stálých expozic a k realizaci akvizice.
PhDr. Jan Kříž (historik umění), PhDr. Jan Rous (historik umění), Doc. Akad. arch. Jaroslav Kadlec (architekt, designér), Mgr. Pavel Scheufler (historik fotografie), Mgr. Jiří Hulák (historik designu), PhDr. Anna Balatová (psycholožka), PhDr. Václav Bartůšek PhD. (historik), Mgr. Lukáš Jirsa PhD. (sociolog, historik kinematografie), Mgr. Petr Turecký (historik umění, teolog), Prof. Mgr. Jindřich Štreit (pedagog fotografie), Prof. Ing. Lubor Chundela (ergonomie designu a architektury)

#### Veřejná rada
Ing. Mojmir Chromý (starosta, zástupce zřizovatele), PhDr. Erich Renner (pedagog), Ing. Lukáš Truhelka (podnikatel), Mgr. Josef Švehla (farář), Mgr. Bedřich Nádvorník (pedagog, divadelník), Akad. mal. Dana Bleyová (grafická designérka), Mgr. Eva Mixánová (pedagog ZUŠ), Mgr. Jan Dvořák (pedagog ZUŠ), Mgr. Vladimír Cidlinský (pedagog ZUŠ), Mgr. Jana Vaněčková (pedagožka), MUDr. Petr Sedláček (lékař), Daniela Bendová (knihkupkyně), Mgr. Jiří Hřebíček (školská správa Benešov), akad. soch. Miloslav Chlupáč (odborný publicista), Slávka Rýdlová (referát kultury OkÚ)

###### Čestní členové muzejní rady (vybraná jména)
Zdeněk Šternberk (potomek zakladatelů Národ. Muzea a galerie), Prof. Jan Michl (teoretik designu, Oslo), Prof. Ján Šmok (teoretik komunikace), Doc. Eva Černá (Univerzita Brémy), Doc. PhDr. Jiří Šetlík (historik umění)

## Budova muzea
Secesní dům byl postaven v letech 1904–1905 Okresní hospodářskou záložnou podle architektonického návrhu benešovského stavitele a projektanta Marcela Dusila a původně sloužil k jejím účelům a zasedáním okresního zastupitelstva. V poválečných letech v domě sídlila celá řada kulturních institucí. V té době byla jeho secesní architektura zejména v interiérech značně devastována a původní barevnost fasády byla nevhodně změněna na krémovou. Na přelomu 80. a 90. let minulého století dům prošel první částečnou rekonstrukcí. V roce 1994 v něm byla v polovině 1. patra otevřena vedle muzea umění také malá pobočka Muzea Podblanicka. Ve stejnou dobu bylo rekonstruováno podkroví pro výtvarný obor Základní umělecké školy Josefa Suka. Později probíhaly postupně další rekonstrukce, zejména suterénu, dvora a schodiště.
V průběhu roku 2018 muzeum prošlo rekonstrukcí prostor v přízemí budovy ve spolupráci s architektonickým ateliérem Marcely Steinbachové. Výsledkem je přeměna stálých expozic na kontinuální výstavní prostor řešený v přízemí bezbariérově. Recepce je nově umístěna v zádveří budovy a navazuje na ni čítárna, ze které je nově otevřen vstup do venkovních prostor muzejního dvorku s komorní expozicí plastiky. Do zrušené stálé expozice české grafiky v 1. poschodí se přestěhovala edukační místnost. Započatá úprava původní barevnosti fasády nebyla dokončena.
Budova je chráněnou kulturní památkou.

## Galerie

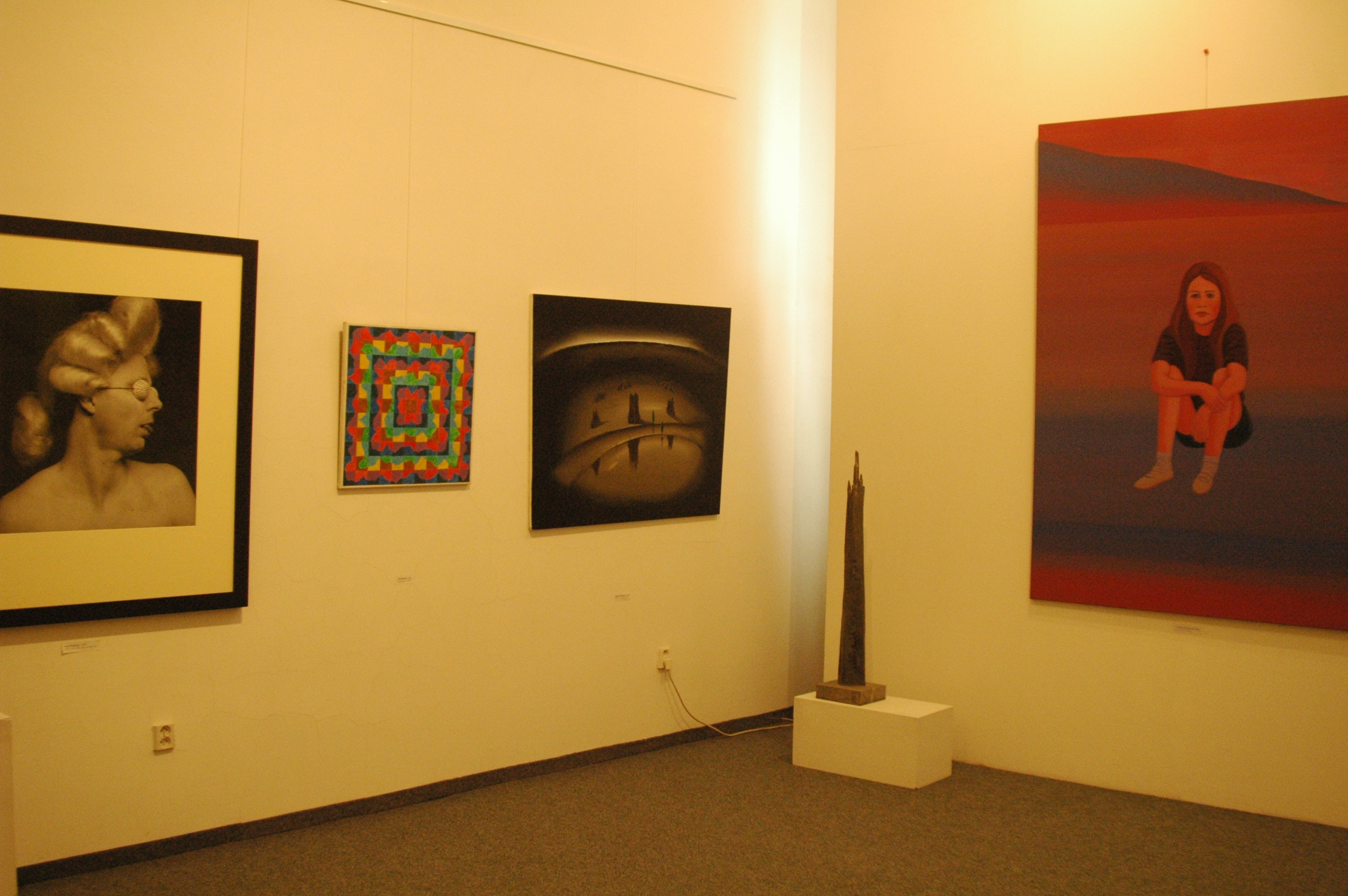
Ve stálé expozici soudobého českého umění se prolínala malba, fotografie a plastika
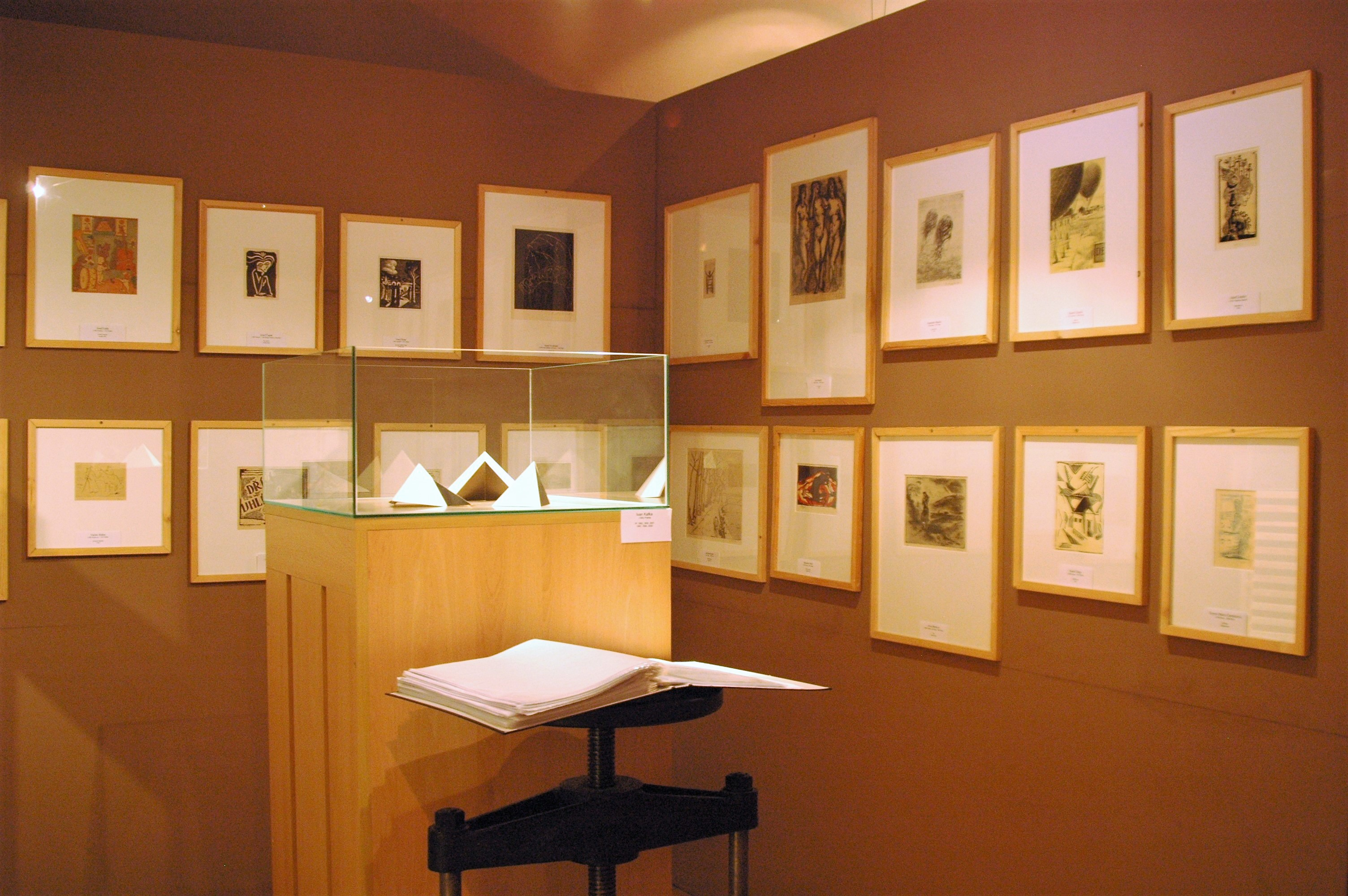
Stálá expozice české grafiky používala podobně jako expozice fotografie zásuvkový systém pro maximalizaci kapacity
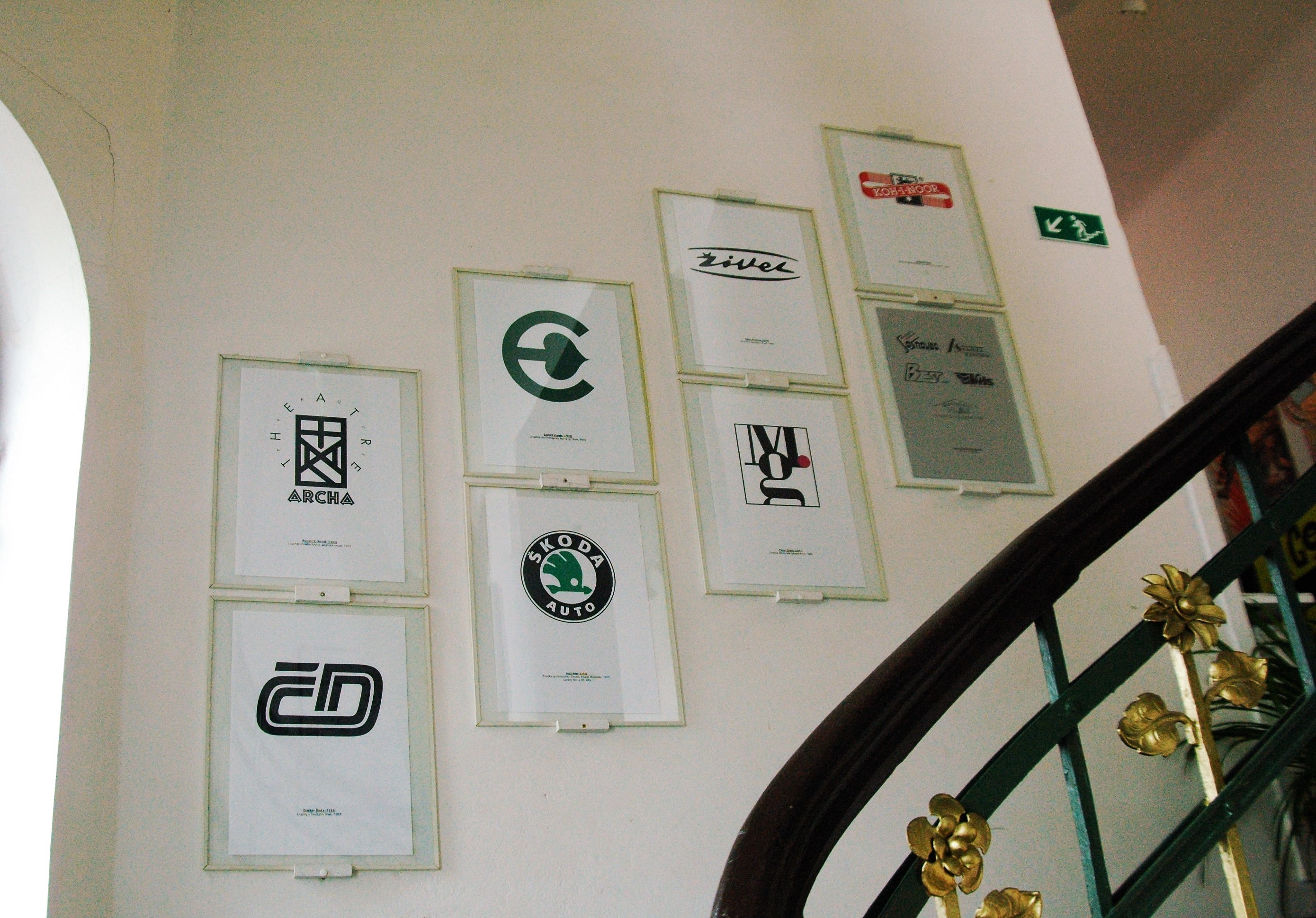
Pohled do stálé expozice český grafický symbol, logotyp a značka
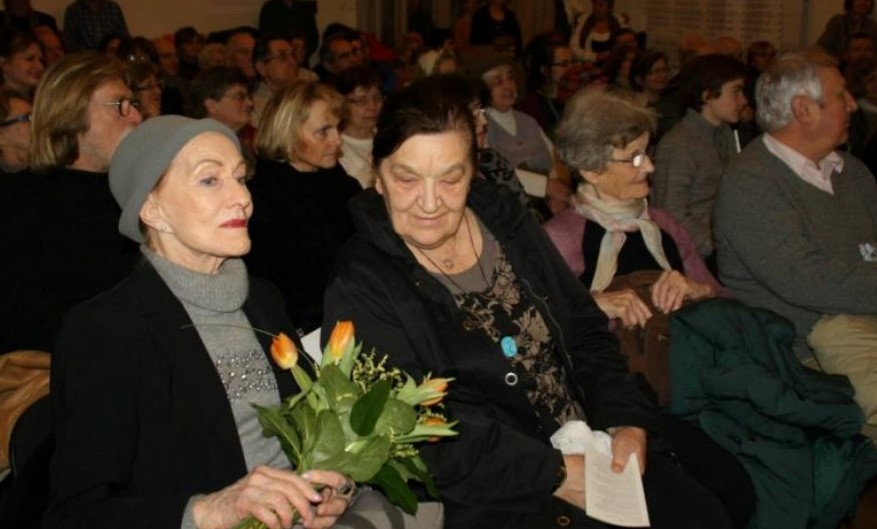
Muzeum si oblíbila řada osobností veřejného života a pravidelně jej navštěvovaly (Soňa Červená)
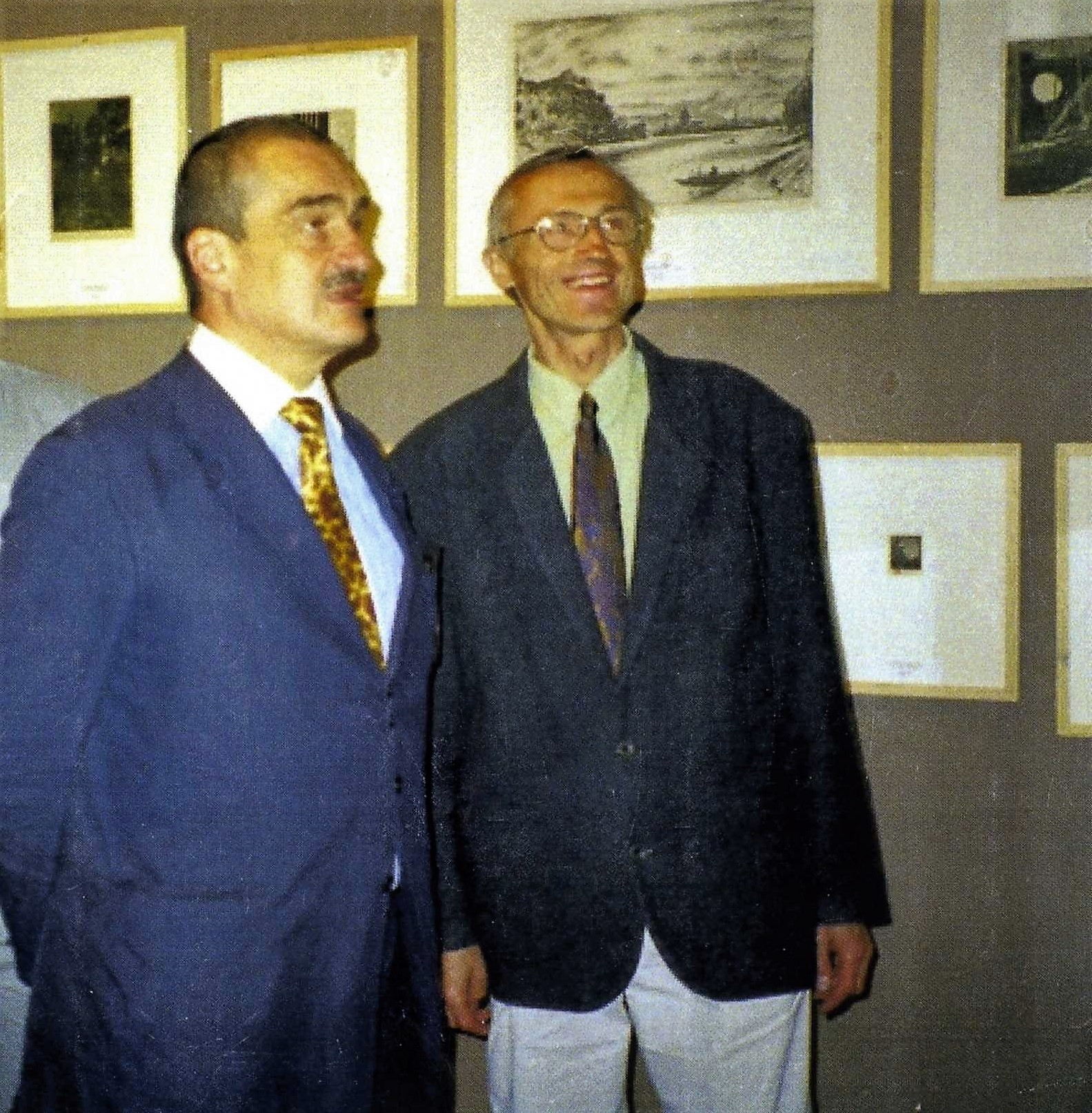
Karel Schwarzenberg, častý sponzor uměleckých aktivit ve stálé expozici grafiky
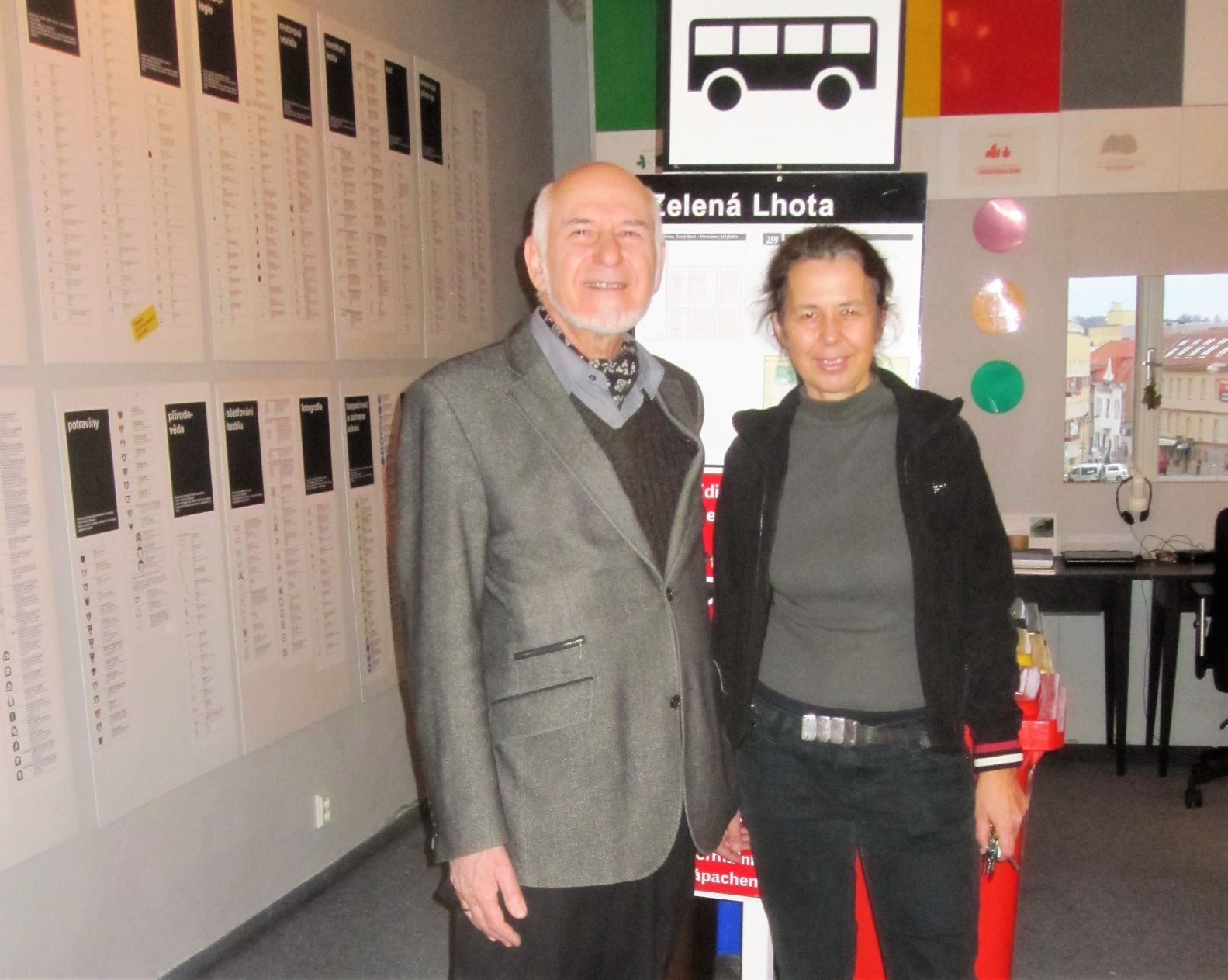
Ředitel International Institute for Information Design v učebně globální vizuální komunikace při jedné ze svých častých návštěv
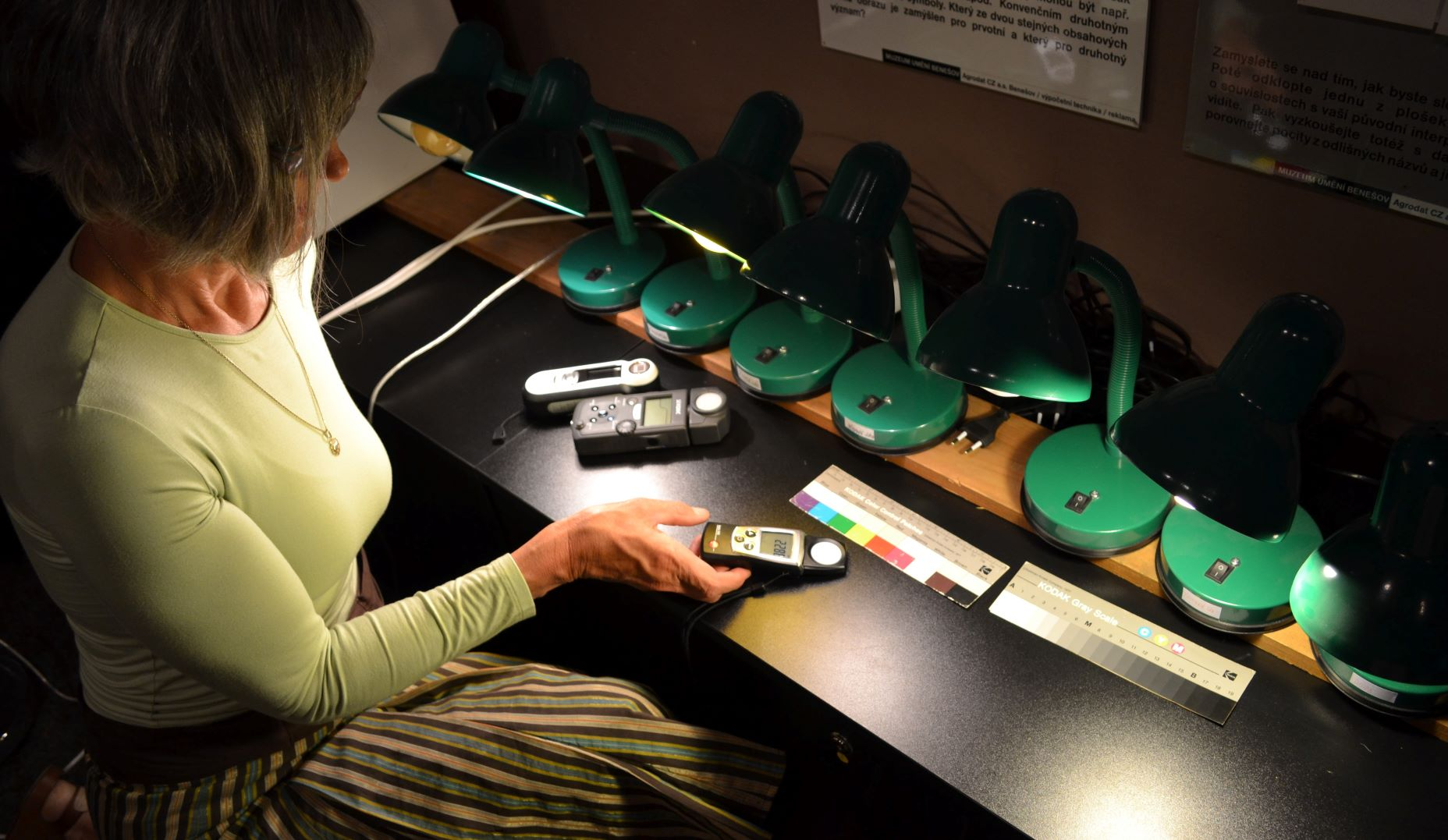
Muzejní laboratoř umožňovala také měření všech kvalit světla
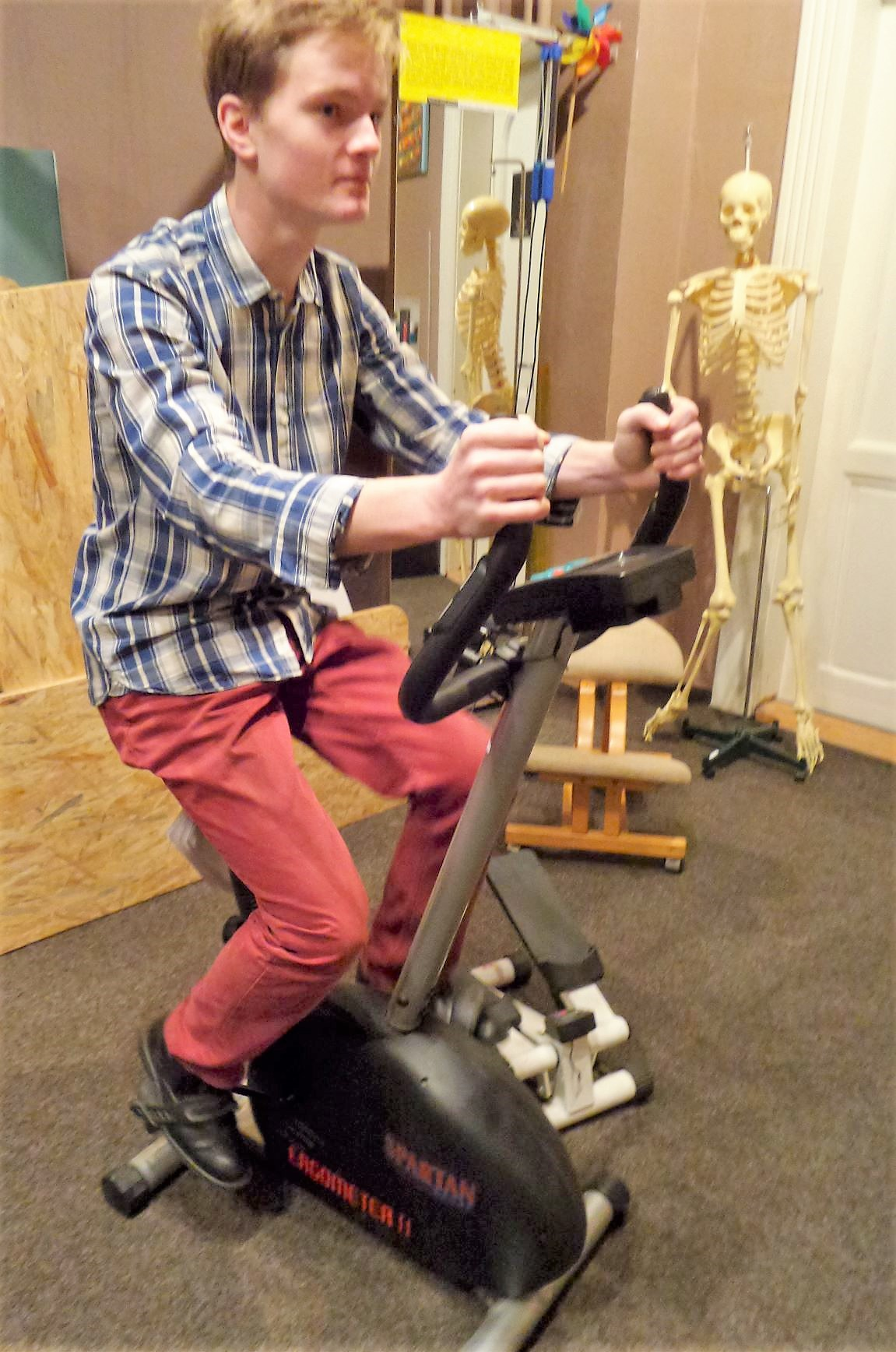
Návštěvníci si v laboratoři ergonomie testovali možnosti interakce lidského těla
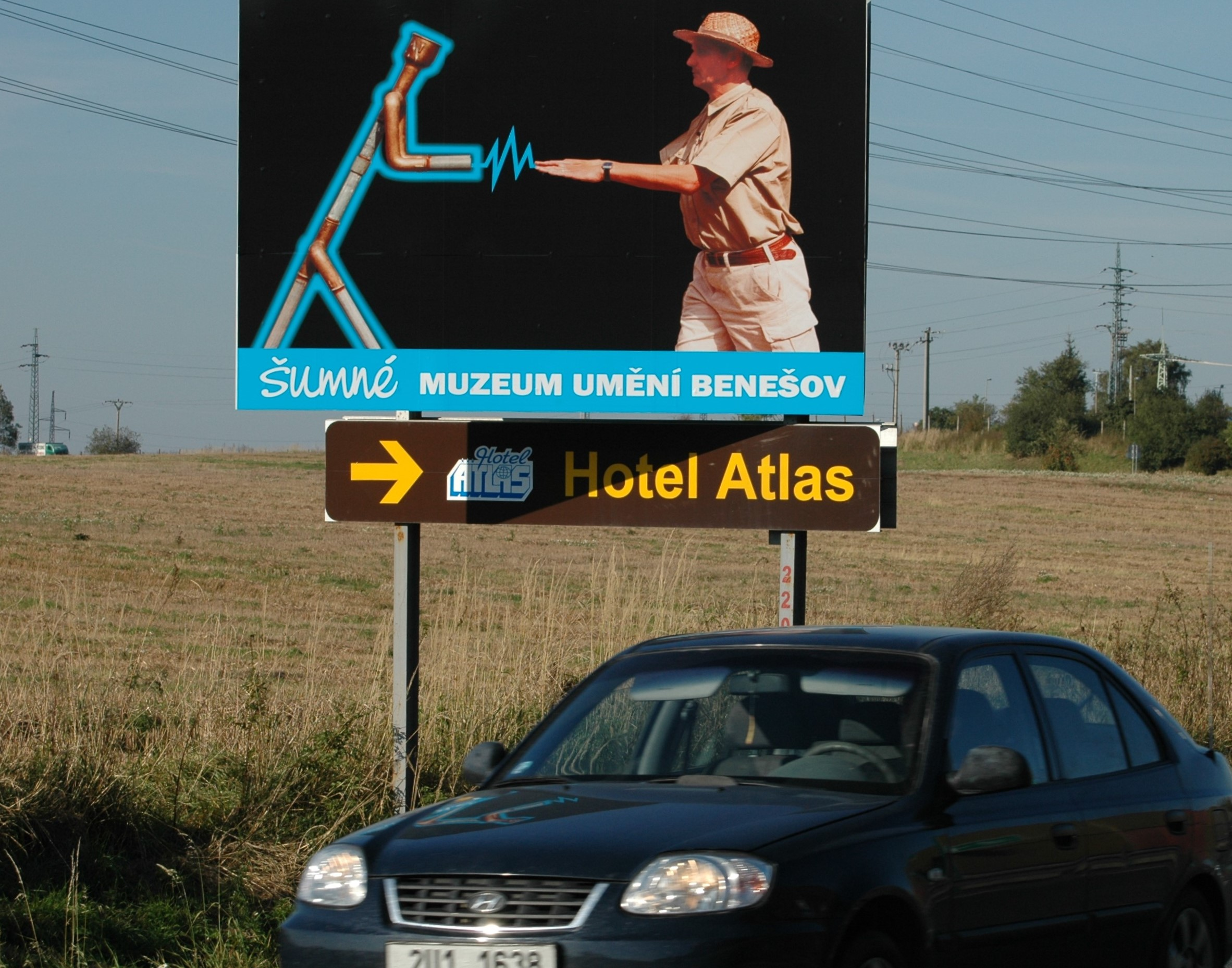
Propagace muzea
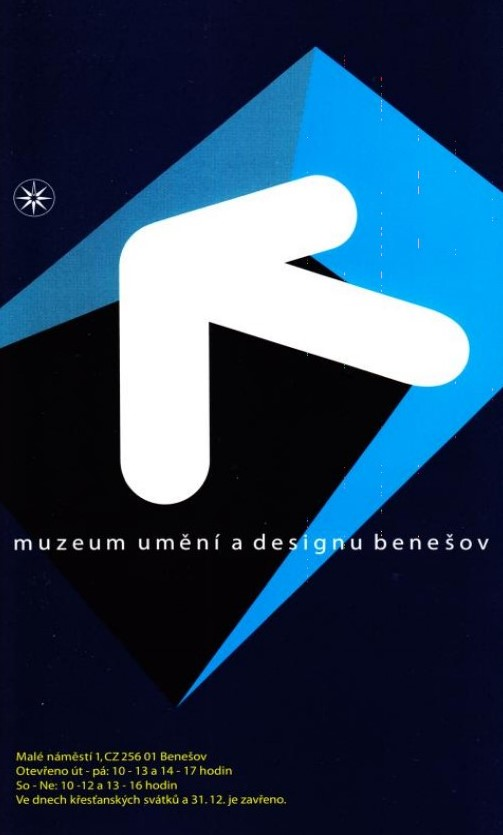
Propagační leták muzea
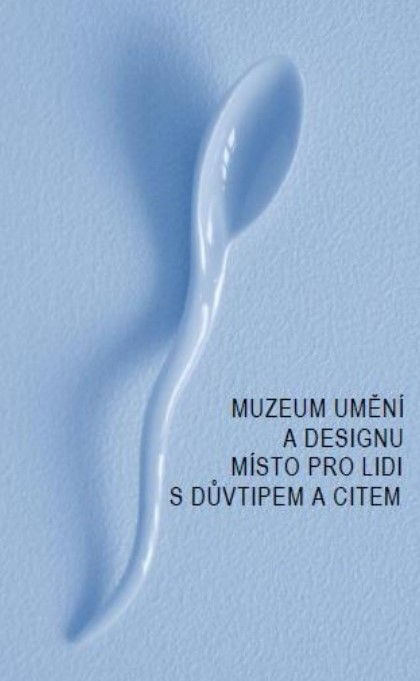
Propagační panel muzea

## Kavárna
V prostorách muzea se nachází mimo jiné i muzejní kavárna.

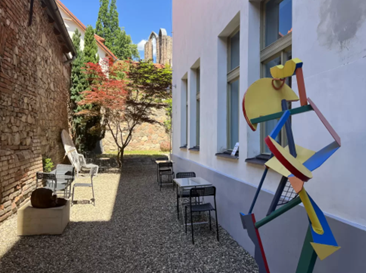
Dvoreček s výhledem na zříceninu kláštera, kavárna MUD Benešov